# Василь Богушевич Боговитин
Васи́ль Бо́гушевич Богови́тин (? — 1525) — руський (український, білоруський) боярин з панського роду Боговитинів, гербу Корчак. Землевласник у Кременецькому та Луцькому повітах Волинської землі Великого князівства Литовського. Військовий та державний діяч. 

## Відомості
У 1505 році Василь Боговитинович відомий як господарський дворянин. У 1522 році разом із Семеном Бабинським заявляв на свої права відносно сіл Кам'яне, Мухоїдовичі, Іспачичі, Подсихи та Жеров у Овруцькому старостві які належали київським боярам Івашенцевичам.
Відомо, що король Сигізмунд І Старий надав свого часу Василеві Боговитиновичу Спаський монастир у Кременці "под шиею замковою местьце для прибежища от татар" де він заклав собі двір. Але оскільки "он с того света зышол, а по себе детеи не оставил" монастир було передано його брату Івану 1525 року.

## Сім'я
Василь Богушевич Боговитинович син боярина, королівського дворянина (1487) Богуша Боговитиновича який був у шлюбі щонайменше двічі, з NN та N Мушатою. Інші діти Богуша Боговитиновича:
- Богдан Богушевич Боговитинович
- Богуш-Михайло Богушевич Боговитинович, у шлюбі з Федорою княгинею Сангушко.
- Война-Ян Богушевич Боговитинович, у шлюбі з Євдокією N.
- Іван Богушевич Боговитинович, у шлюбі з NN, наступна відома дружина Ганна Коптя.
- Богдана Богушівна Боговитинівна, у шлюбі з Ігнатом Джусою, згодом з Олексієм Зенковичем, рід якого не встановлений.[1]